# Cobanus obscurus
Cobanus obscurus là một loài nhện trong họ Salticidae.
Loài này thuộc chi Cobanus. Cobanus obscurus được Arthur Merton Chickering miêu tả năm 1946.